# Al·legoria de la victòria dels holandesos sobre la flota espanyola a Gibraltar, 25 d'abril de 1607
Al·legoria de la victòria dels holandesos sobre la flota espanyola a Gibraltar, 25 d'abril de 1607, és una pintura a l'oli sobre taula del pintor neerlandès Adam Willaerts. Pintada entre 1615 i 1630 a la ciutat d'Utrecht, la pintura es conserva en el Rijksmuseum d'Amsterdam.

## Descripció
La pintura és una al·legoria de la victòria neerlandesa sobre els espanyols durant la batalla de Gibraltar, que va tenir lloc el 25 d'abril de 1607 en el context de la Guerra dels Vuitanta Anys. En la pintura es pot veure en primer pla a un neerlandès i un espanyol lluitant entre ells per una barra de fusta, mentre un anglès i un venecià els observen. En el fons pot observar-se la batalla de Gibraltar en les proximitats del Penyal.